# Ferrovia Lucca-Pisa
La ferrovia Lucca-Pisa è una linea ferroviaria a scartamento ordinario che collega la città di Pisa con quella di Lucca. Costruita negli anni Quaranta del XIX secolo, risulta essere una delle più antiche ferrovie internazionali della storia, preceduta di soli tre anni dalla ferrovia Bruxelles-Colonia.

## Storia
| Tratta                                         | Inaugurazione     |
| ---------------------------------------------- | ----------------- |
| Lucca–San Giuliano Terme                       | 29 settembre 1846 |
| San Giuliano Terme–Pisa (staz. Porta Nuova)    | 15 novembre 1846  |
| Pisa (staz. Porta Nuova)–Pisa (staz. Centrale) | 10 dicembre 1861  |

### Prodromi
La restaurazione avviata con il Congresso di Vienna vide il ritorno a Lucca della casata dei Borbone di Parma; nel 1824 divenne duca Carlo Ludovico di Borbone, che con l'appoggio del suo primo ministro Ascanio Mansi promosse una politica di miglioramento delle vie di comunicazione lucchesi. Il piccolo Ducato di Lucca, anche a causa dei problemi finanziari di cui soffriva, guardava con interesse a ciò che accadeva nel vicino Granducato di Toscana, dove nel 1844 fu aperta al servizio la ferrovia Leopolda. Negli ambienti economicamente più attivi di Lucca si cominciò a pensare di sfruttare la nuova e rivoluzionaria via di comunicazione, che sulle orme di quanto già avvenuto in Inghilterra prometteva un veloce e importante sviluppo economico e industriale.
Il duca Carlo II cedette alle pressioni della corrente liberale e acconsentì alla costituzione di una società che realizzasse un collegamento ferroviario tra Lucca e la vicina benché rivale città di Pisa, il cui territorio era già attraversato dalla ferrovia Leopolda. Decisivo si rivelò il contributo alla causa di Pasquale Berghini, patriota e politico sarzanese condannato a morte insieme a Giuseppe Mazzini per le sue idee repubblicane; stabilitosi nel Ducato di Lucca dopo aver scontato sette anni di esilio, si fece promotore della costruzione della ferrovia Lucca-Pisa e riuscì a formare nel 1841 un'apposita società anonima con sede a Lucca.

### Progetto
Il 10 dicembre 1841 il duca Carlo II emanò un primo decreto di concessione, autorizzando la società di Berghini a procedere con la progettazione della linea sino al confine con il Granducato di Toscana. Il 27 giugno 1844 arrivò con motu proprio anche l'approvazione del granduca Leopoldo II, il quale consentì la formulazione del progetto nella tratta dal confine lucchese a Pisa. Quale percorso più idoneo fu scelto il tracciato più pianeggiante, che passava per Ripafratta aggirando il Monte Pisano, mentre fu scartata l'ipotesi di attraversare quest'ultimo con una galleria.
La ferrovia sarebbe stata costruita a binario unico e avrebbe avuto origine appena al di fuori delle mura di Lucca, dove sarebbero state costruite la stazione e le officine ferroviarie. La linea si sarebbe così diretta verso ovest, lambendo gli abitati di Montuolo e Fagnano per poi raggiungere la dogana di Cerasomma. Qui il tracciato avrebbe svoltato verso sud e, correndo di fianco al fiume Serchio, avrebbe attraversato gli abitati di Ripafratta, Rigoli e Bagni di San Giuliano, dove con una stretta curva verso est avrebbe avanzato fino a raggiungere Pisa.
Presso l'abitato pisano si decise di costruire una stazione provvisoria fuori Porta a Lucca, dove un servizio di carrozze dedicato avrebbe assicurato il collegamento di passeggeri e merci con la stazione Leopolda, che sorgeva nella parte opposta della città. Solo in un secondo momento, una volta completata la costruzione del ponte sul fiume Arno, la stazione terminale della linea sarebbe stata spostata presso Porta Nuova e sarebbe stata collegata con la ferrovia Leopolda.

### Costruzione

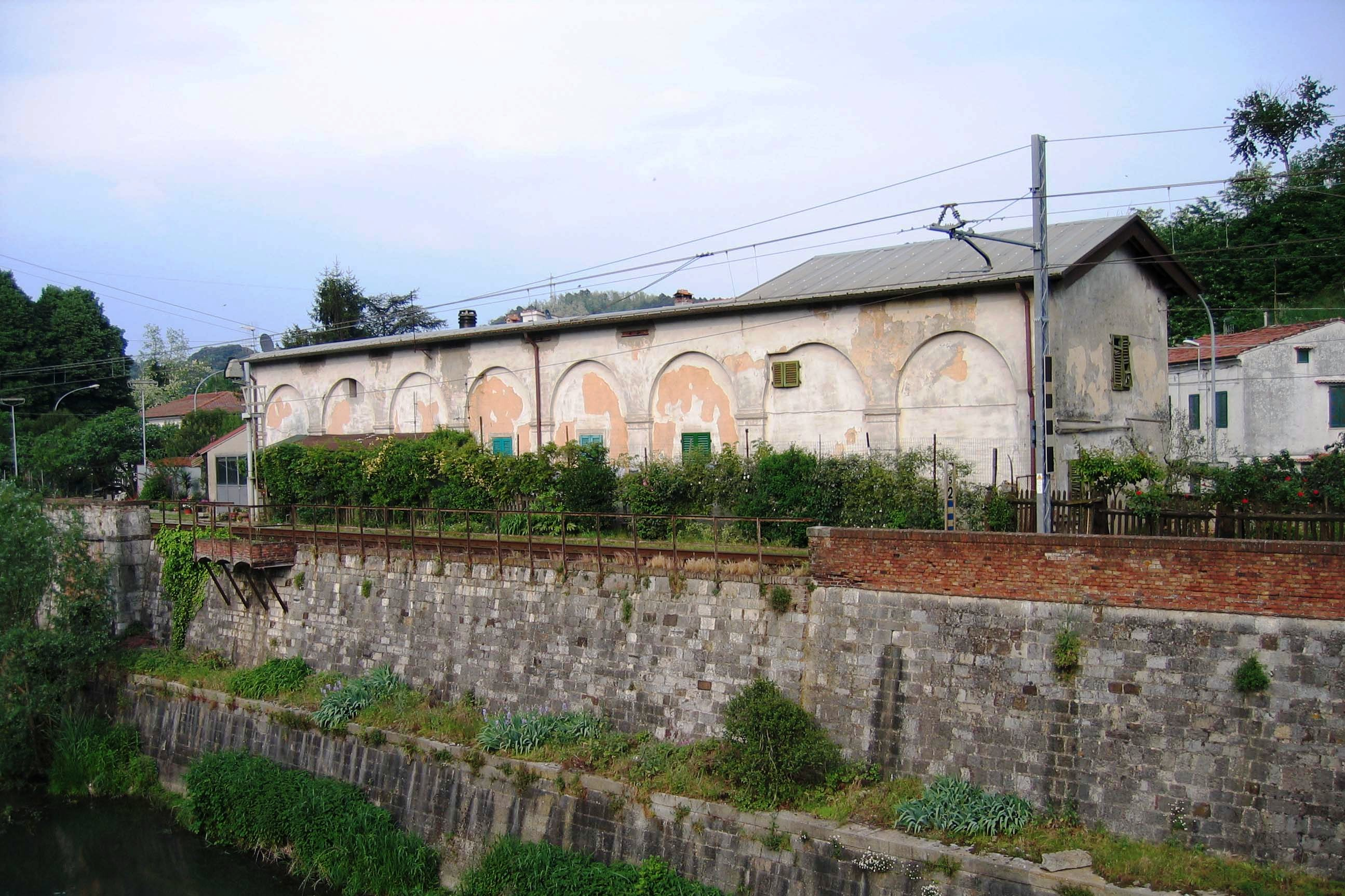
L'edificio un tempo sede dei servizi doganali presso la stazione di Ripafratta

Sulla base del progetto stilato dall'ingegner Bianchi, i lavori di costruzione della linea furono alacremente avviati, ma si protrassero a lungo a causa degli importanti interventi di contenimento del fiume Serchio e del canale Ozzeri che si resero necessari in località Ripafratta, ma anche a causa del maggior numero di stazioni richieste dalle comunità attraversate dalla strada ferrata. Il 26 giugno 1846 venne finalmente inaugurato il primo tratto di ferrovia compreso tra Lucca e la stazione di Ripafratta, per un totale di 8 chilometri. La prima corsa di collaudo fu effettuata agli inizi di giugno con l'ausilio di un convoglio composto da una locomotiva e sei carrozze. Altre due corse di prova vennero effettuate il 22 e 25 giugno, con la presenza di numerosi personaggi illustri e cittadini comuni del ducato; il viaggio aveva una durata di dodici minuti.
Il 29 settembre 1846 i binari raggiunsero Bagni di San Giuliano e permisero la circolazione delle prime corse regolari, anche se limitate al solo traffico passeggeri. Gli ultimi 4 chilometri di tracciato, da Bagni di San Giuliano a Pisa, vennero completati il 15 novembre 1846, quando fu possibile avviare anche il traffico merci. La stazione di Lucca ha subito con il tempo varie trasformazioni nel piano binari, negli impianti e nelle strutture accessorie, ma il fabbricato viaggiatori, salvo che per alcune lievi modifiche, conserva ancora oggi l'aspetto originario ed è tuttora considerato uno degli edifici ferroviari ottocenteschi meglio conservati in Italia. Per l'esercizio della linea la società anonima decise di commissionare la costruzione di tre locomotive alla Norris Locomotive Works di Filadelfia. Una di esse, la Ripafratta, presentava il rodiggio 2-1-0, mentre le altre due, battezzate Lucca e Pisa, erano delle "American" 2-2-0.

### Sviluppi

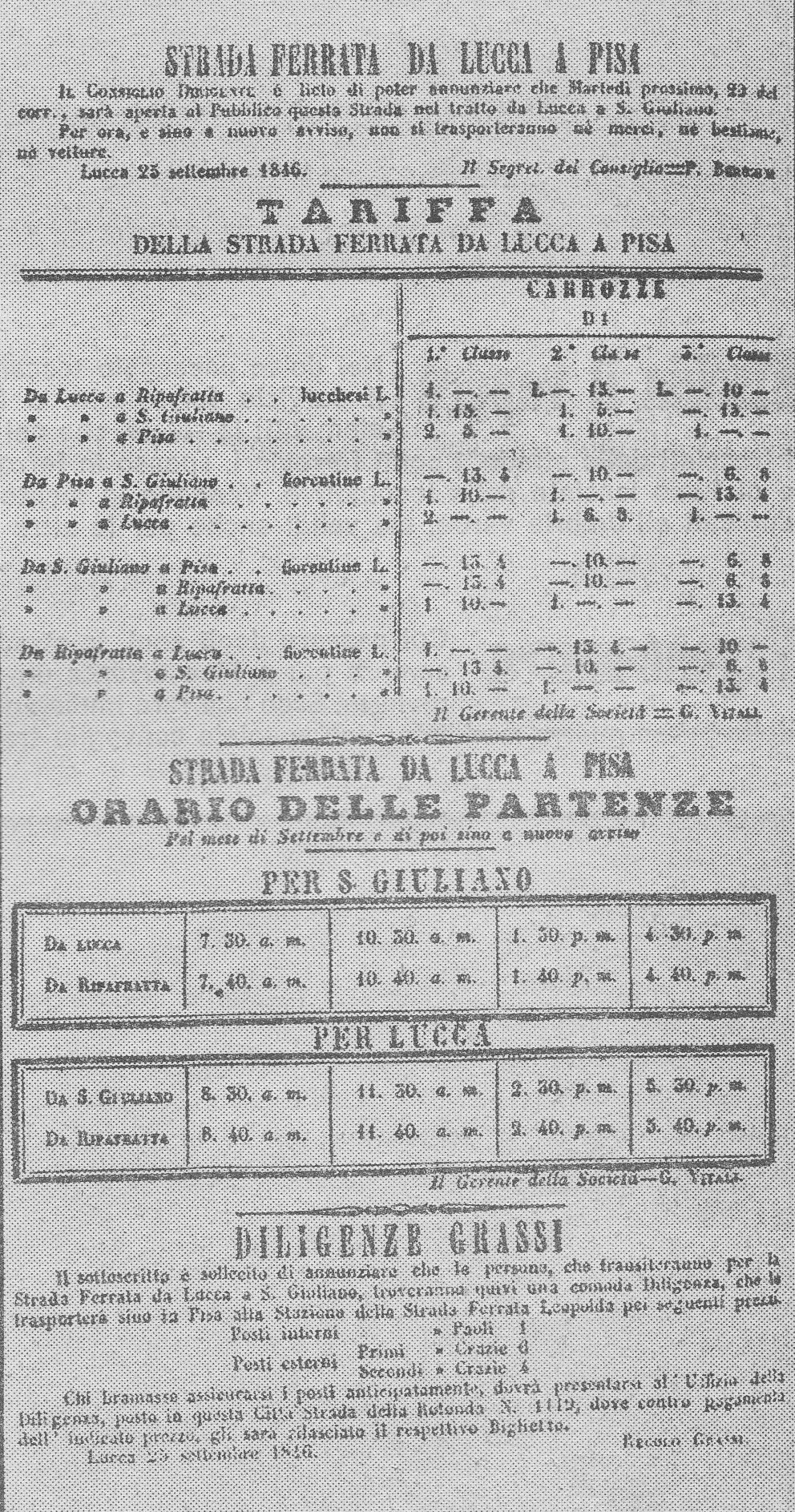
Il tariffario del 1846

Fin dai primi anni di esercizio la ferrovia Lucca-Pisa incise in misura considerevole sugli sviluppi politici della zona. A causa del grave dissesto economico in cui si venne a trovare il Ducato di Lucca, nel 1847 Carlo II (probabilmente intimorito dal grande numero di manifestanti accorsi a Lucca con il treno per richiedere a gran voce riforme) accettò di abdicare in favore di Leopoldo II. L'annessione di Lucca al Granducato di Toscana ebbe ripercussioni negative sull'economia della zona: l'instabile situazione finanziaria in cui si trovava la società anonima proprietaria della ferrovia Lucca-Pisa sin dalla sua fondazione finì così per sfociare in una profonda crisi, culminata con il fallimento dichiarato dal Tribunale di Lucca il 27 novembre 1854.
Alla vendita all'asta della società, fissata per il 9 dicembre 1858, partecipò anche la Società Anonima per la Strada Ferrata Leopolda, già proprietaria della ferrovia Leopolda e interessata ad espandere la propria area d'azione verso Lucca. Nel 1860 le due società trovarono un accordo di fusione e diedero vita alla Società Anonima delle Strade Ferrate Livornesi. La nuova società ebbe tuttavia vita breve, poiché i grandi cambiamenti politici che l'anno seguente portarono all'Unità d'Italia gravarono molto anche sui dissestati bilanci delle ferrovie. Nel 1865 la società, in vista di un massiccio potenziamento della rete ferroviaria toscana, fu accorpata alla Società delle Strade Ferrate Romane.
Nel frattempo, l'inadeguatezza del materiale rotabile della ferrovia Lucca-Pisa iniziava a farsi sentire. La maggioranza dei convogli effettuava viaggi diurni perché le carrozze erano del tutto sprovviste di un impianto d'illuminazione, oltre ad essere prive di servizi igienici. Tali problemi non ebbero una rapida risoluzione poiché anche la nuova società si trovò a dover fronteggiare grossi problemi finanziari, legati a una generale debolezza del contesto economico del Regno d'Italia su cui pesavano un notevole deficit di bilancio e un basso tenore di vita dei cittadini.
Con la legge n. 3048 del 27 aprile 1885 le linee ferroviarie italiane furono spartite tra due grandi società: la Società per le Strade Ferrate del Mediterraneo (che gestiva la cosiddetta "Rete Mediterranea") e la Società Italiana per le Strade Ferrate Meridionali (che gestiva la "Rete Adriatica"). La ferrovia Lucca-Pisa passò in gestione a quest'ultima, seppure le stazioni di Pisa Porta Nuova e Pisa Centrale rimasero in comune ad entrambe le società.
Sotto la gestione delle Strade Ferrate Meridionali la linea subì un primo ammodernamento: venne modificato il sistema di segnalamento, fu adottato un armamento più pesante che consentì di aumentare i limiti di velocità e fu trasformata in stazione la fermata di Rigoli, con la realizzazione di un binario d'incrocio, di un binario dedicato al carico e scarico di merci e di un magazzino coperto. Analogamente anche la fermata di Ripafratta fu promossa a stazione con la costruzione di un nuovo fabbricato viaggiatori, leggermente spostato in direzione di Lucca, oltre all'aggiunta di un binario d'incrocio, due binari per il carico di merci e un magazzino.

### Esercizio delle Ferrovie dello Stato

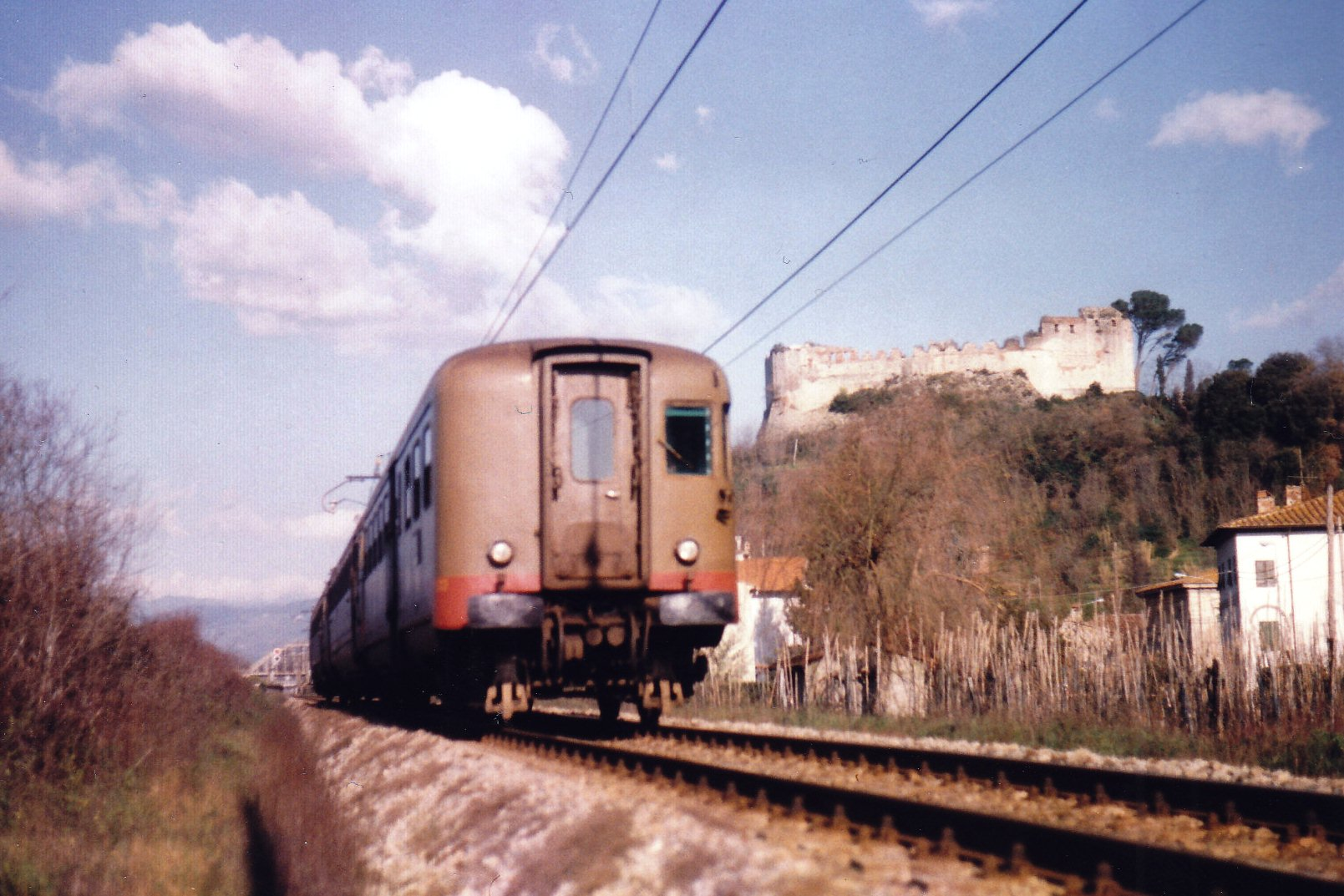
Un treno in transito a Ripafratta nell'aprile 1988

Nel 1905, con la statalizzazione delle ferrovie italiane, la linea passò in gestione a Ferrovie dello Stato, che intervenne migliorandone ulteriormente gli impianti e l'armamento e sostituendo l'antiquato sistema di segnalamento a disco con il sistema ad ala tipo 1922. Nel corso del Novecento le stazioni di Lucca e Pisa subirono importanti trasformazioni nel piano binari: a Lucca furono abbattuti i fabbricati ospitanti le officine ferroviarie per fare spazio ai nuovi binari che negli anni dovevano essere realizzati per far fronte alla crescita del traffico su rotaia, aumentato in quella zona anche a causa del completamento della linea per Aulla nel 1911 e dell'apertura della ferrovia Lucca-Pontedera nel 1928.
La stazione di Pisa Centrale, collegata a quella di Pisa Porta Nuova (poi divenuta Pisa San Rossore) sin dal 1861, fu anch'essa oggetto di pesanti modifiche a partire dal secondo dopoguerra, quando fu aumentato il numero di binari e costruito un nuovo deposito locomotive. Nel 1960 sulla ferrovia Lucca-Pisa fu adottato il segnalamento di tipo permanentemente luminoso, mentre il 2 ottobre dello stesso anno venne attivata l'elettrificazione sull'intera linea con il sistema a 3000 volt a corrente continua.
Allo scopo di automatizzare gli impianti della ferrovia, il 1º dicembre 1993 furono attivati il blocco elettrico conta-assi e il posto di movimento Montuolo, situato all'altezza della diramazione della linea per Viareggio e dotato di deviatoi per consentire l'impiego indifferente di entrambi i binari presenti nel tratto Montuolo-Lucca. Contestualmente le stazioni di Ripafratta e San Giuliano vennero declassate a fermate impresenziate, mentre lo scalo di Rigoli, che da tempo aveva subito la stessa trasformazione, fu nuovamente promossa a stazione con la riattivazione del binario d'incrocio. Il 29 settembre 1996, anniversario dei 150 anni dall'apertura della ferrovia, fu organizzato un treno speciale commemorativo con trazione a vapore affidata alla locomotiva FS 740 451.

### Anni duemila
A partire dal 2000 la gestione della linea è affidata a Rete Ferroviaria Italiana. L'ultima modifica significativa agli impianti della ferrovia è avvenuta nel 2005 quando, allo scopo di riorganizzare il servizio passeggeri secondo il progetto Memorario, che prevede la distribuzione cadenzata delle corse durante la giornata, la fermata di San Giuliano è stata riconvertita in stazione; la posa in opera dei nuovi scambi è avvenuta l'11 ottobre.
Nel 2008, per rendere il tracciato della linea del tutto indipendente, è stato realizzato un nuovo binario tra le stazioni di Pisa San Rossore e Pisa Centrale; parallelo ai due già presenti a servizio della ferrovia Genova-Pisa, il nuovo binario, realizzato allargando il ponte sull'Arno, ha di fatto prolungato la ferrovia Lucca-Pisa fino alla stazione di Pisa Centrale. Dal 2010 l'impianto di Pisa San Rossore non opera più autonomamente ai fini della circolazione ferroviaria, bensì è stato accorpato alla stazione di Pisa Centrale in virtù dell'attivazione dell'apparato centrale computerizzato multistazione. Nel 2022 sono stati compiuti alcuni studi preliminari per il raddoppio della tratta.

## Caratteristiche
| Continuation backward |

| Unknown route-map component "CONTgq" | Unknown route-map component "ABZg+rxl" | Unknown route-map component "exCONTfq" |

| Station on track |

| Unknown route-map component "SKRZ-Au" |

| Unknown route-map component "eDST" |

| Unknown route-map component "CONTgq" | Unknown route-map component "ABZgr" |  |

| Unknown route-map component "SKRZ-Au" |

| Unknown route-map component "HSTeBHF" |

| Unknown route-map component "exGRZq" + Unknown route-map component "eZOLL" |

| Unknown route-map component "SKRZ-Mu" |

| Station on track |

| Station on track |

| Unknown route-map component "CONTgq" | Junction both to and from right |  |

| Station on track |

| Unknown route-map component "hKRZWae" |

| Unknown route-map component "CONTgq" | Junction both to and from right |  |

| Station on track |

| Unknown route-map component "CONTgq" | Unknown route-map component "ABZgr" |  |

| Continuation forward |

La linea è lunga 24 km, è a binario unico ed è interamente elettrificata a 3000 volt a corrente continua. Le stazioni di Rigoli e San Giuliano Terme sono dotate di deviatoi percorribili a 60 km/h, banchine rialzate e sottopassaggi; presso lo scalo di San Giuliano Terme sono inoltre presenti elevatori per disabili.
La ferrovia è dotata del blocco elettrico conta-assi e del Sistema Controllo Marcia Treno, mentre il servizio su di essa è svolto mediante Dirigente Centrale Operativo con sede a Pisa. Le stazioni intermedie della linea sono tutte impresenziate.

### Percorso

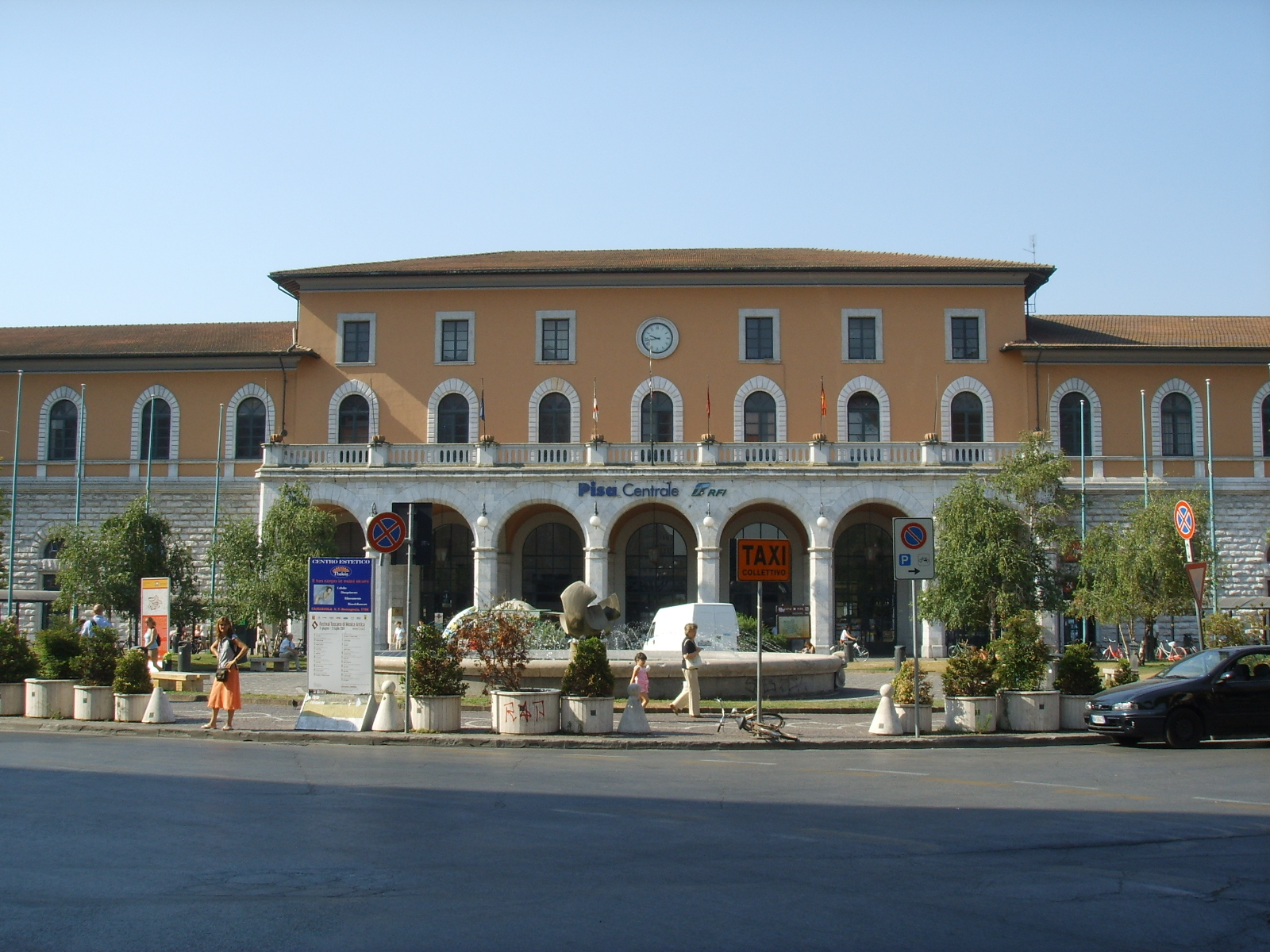
Il fabbricato viaggiatori della stazione di Pisa Centrale

La ferrovia ha inizio presso la stazione di Lucca, dalla quale si allontana in direzione ovest; un primo tratto di 7 km compreso fra lo scalo lucchese e il posto di movimento Montuolo è caratterizzato dalla presenza di un cosiddetto "falso doppio binario", in quanto il binario singolo della ferrovia Lucca-Pisa viene affiancato dal binario della linea per Viareggio. I due tracciati si separano in prossimità del raggiungimento del fiume Serchio, dove la ferrovia Lucca-Pisa volta verso sud e asseconda l'andamento del fiume fino alla stazione di Rigoli. In seguito la linea, dopo aver affiancato il Monte Pisano fino a San Giuliano Terme, curva verso sud-est e raggiunge la ferrovia Genova-Pisa presso la stazione di Pisa San Rossore. Qui il tracciato si introduce nell'abitato pisano, supera l'Arno e raggiunge la stazione di Pisa Centrale, dove i treni provenienti da Lucca vengono di norma attestati sui due binari tronchi 1 e 2 ovest.

## Traffico

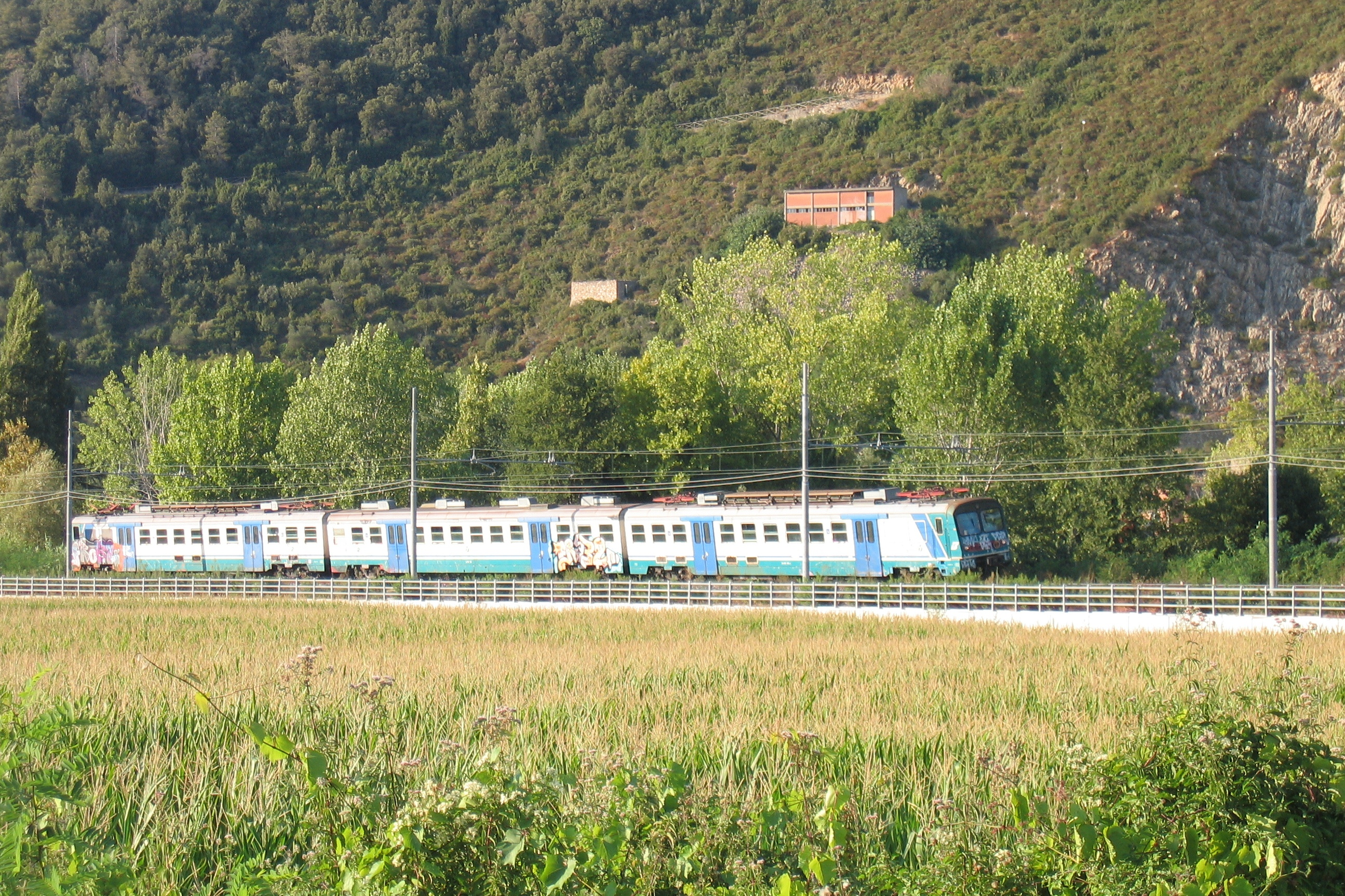
Un convoglio di ALe 642 di Trenitalia in servizio sulla linea

Le relazioni che percorrono la ferrovia hanno carattere prevalentemente locale e metropolitano. Il servizio passeggeri è svolto da Trenitalia ed è inserito nel quadro del sistema Memorario; le corse sono cadenzate ogni 30 minuti per direzione e coprono preminentemente la tratta Pisa-Lucca, mentre alcuni convogli raggiungono le stazioni di Firenze S.M.N. di Aulla Lunigiana e Pontedera-Casciana Terme.
Il servizio merci si articola in alcune corse che collegano lo scalo merci di Pisa Campaldo, adiacente alla stazione di Pisa San Rossore, allo scalo ferroviario di Lucca. Le merci trasportate sono in larga parte correlate alle numerose industrie lucchesi produttrici di carta: a Lucca i carri merci provenienti da Pisa vengono infatti smistati tra la ferrovia Maria Antonia, per essere destinate alle cartiere raccordate con la stazione di Porcari, e la ferrovia Lucca-Aulla, per essere indirizzate verso un apposito scalo merci in località Diecimo, frazione del comune di Borgo a Mozzano.

## Materiale rotabile
Il servizio è in genere espletato da elettrotreni Jazz, da elettrotreni Pop, oppure da carrozze Vivalto trainate da locomotive E.464 per le relazioni che raggiungono Pistoia, Prato o Firenze, coaudiuvati da autotreni Swing per le relazioni che raggiungono Aulla.